# Чибирь-Зюнья
Чибирь-Зюнья — деревня в Селтинском районе Удмуртской республики.

## География
Находится в западной части Удмуртии на расстоянии приблизительно 7 километрах на юг по прямой от районного центра села Селты.

## История
Известна с 1802 года как починок удмуртов Чибирь Зиньи с 8 дворами. В 1873 году здесь (уже деревня Чибирь-Зюнья) 15 дворов, в 1893 — 28, в 1905 — 37, в 1920 — 39 (20 удмуртских и 19 русских, в 1924 — 35. До 2021 года входила в состав Сюромошурского сельского поселения.

## Население
Постоянное население составляло 25 мужчин (1802 год), 118 жителей (1873), 196 (1893, удмуртов 112 и русских 84), 223 (1905), 220 (1920), 244 (1924), 32 человека в 2002 году (удмурты 87 %), 10 в 2012.